# الدهسيرة
هي قرية تقع في الولاية الشمالية بالسودان.

## موقعها
تقع الدهسيرة في الضفة الغربية لنهر النيل وتبعد عن مدينة كريمة 19 كيلو متر وعن مدينة مروي 14 كيلو متر، وتسكنها قبيلة الشايقية بالإضافة لقبائل الحسانية والهواوير. وتحاذي الدهسيرة الكثير من القرى في ذات الشريط النيلي ومنها الكرو التي بها بعض آثار السودان والزومة ومقاشي وحزيمة والبخيت والمقل والأراك والبرصة والكرفاب

## منشآتها
بالدهسيرة نادي تأسس في العام 1963م ومدرسة للبنين والبنات ومركز صحي، كل تلك المؤسسات تم إنشاؤها عن طريق العون الذاتي عبر الأهالي ومساهمات أهالي المنطقة، وتعتبر إحدى المناطق المهمة في تك المحلية، وزارها مدير جهاز الأمن والمخابرات الوطني السوداني السابق صلاح قوش في حملته الانتخابية في العام 2015.

## رموز
ينتمي للدهسيرة عددا كبيرا من الشخصيات البارزة وأولها الرئيس الأسبق لدولة أثيوبيا منقستو هيلي ماريام.